# (12916) Этеоней
(12916) Этеоней (лат. Eteoneus) — типичный троянский астероид Юпитера, движущийся в точке Лагранжа L4, в 60° впереди планеты. Астероид был открыт 13 октября 1998 года в рамках астероидного обзора ODAS в исследовательском центре CERGA и назван в честь одного из героев Троянской войны.

Орбита астероида Подалирий и его положение в Солнечной системе